# Хироки Сакај
Хироки Сакај (јап. 酒井 宏樹; рођен 12. априла 1990) јапански је фудбалер који тренутно наступа за Олимпик Марсељ и репрезентацију Јапана.

## Статистика
Ажурирано: 2. јул 2018.
| Јапан  | Јапан    | Јапан  |
| Година | Утакмица | Голова |
| ------ | -------- | ------ |
| 2012   | 7        | 0      |
| 2013   | 7        | 0      |
| 2014   | 5        | 0      |
| 2015   | 6        | 0      |
| 2016   | 7        | 0      |
| 2017   | 6        | 0      |
| 2018   | 8        | 1      |
| Укупно | 49       | 1      |

## Трофеји

### Клуб
- Џеј лига (1) : 2011.
- Царски куп (1) : 2012.